# Hutch Dano
Hutchings Royal Dano (ur. 21 maja 1992 w Santa Monica) – amerykański aktor, scenarzysta, producent, muzyk i piosenkarz. Występował w roli Zeke’a Falcone w serialu Zeke i Luther oraz Sama w filmie Zombeavers.
Dano rozpoczął karierę aktorską w wieku pięciu lat, występując w reklamach, a następnie grał w kilku przedstawieniach, m.in. w „Czarnoksiężniku z krainy Oz”, „Piotrusiu Panu”, „Aladynie” oraz „Józefie i cudownym płaszczu snów w technikolorze”. W telewizji wystąpił też między innymi gościnnie w Nie ma to jak statek kanału Disney Channel.
Dano wystąpił razem z Seleną Gomez w filmie fabularnym Ramona i Beezus jako Henry Huggins, długoletni kolega szkolny Beezus, która jest w nim zakochana.

## Filmografia
| Rok           | Tytuł                             | Rola          | Notatki                                                                              |  |
| ------------- | --------------------------------- | ------------- | ------------------------------------------------------------------------------------ |  |
| 2009–2012     | Zeke i Luther                     | Zeke Falcone  |                                                                                      |  |
| 2010          | Brat zastępowy                    | Alex Pearson  |                                                                                      |  |
| 2010          | Ramona i Beezus                   | Henry Huggins |                                                                                      |  |
| 2011          | Disney’s Friends for Change Games | On sam        | Drużyna niebieska                                                                    |  |
| 2014          | Zombeavers                        | Sam           |                                                                                      |  |
| 2015          | Double Daddy                      | Lucas         |                                                                                      |  |
| 2016          | Change of Heart                   | Judd          |                                                                                      |  |
| Role gościnne |                                   |               |                                                                                      |  |
| Rok           | Tytuł                             | Rola          | Notatki                                                                              |  |
| 2009          | Suite Life: Nie ma to jak statek  | Moose         | Mulch Ado About Nothing (odcinek 19, sezon 1), Twister: Part 2 (odcinek 18, sezon 3) |  |
| 2010          | Prawo i porządek: Los Angeles     | Luke Jarrow   |                                                                                      |  |
| 2011          | Białe kołnierzyki                 | Scott Rivers  |                                                                                      |  |